# Culture Kamrupie
 (novembre 2024).
La culture Kamrupie fait référence aux normes culturelles des habitants du district colonial de Kamrup.

## Langues
La langue parlée dans le Kamrup est le dialecte Kamrupi de l'Assamais.

## Cultes

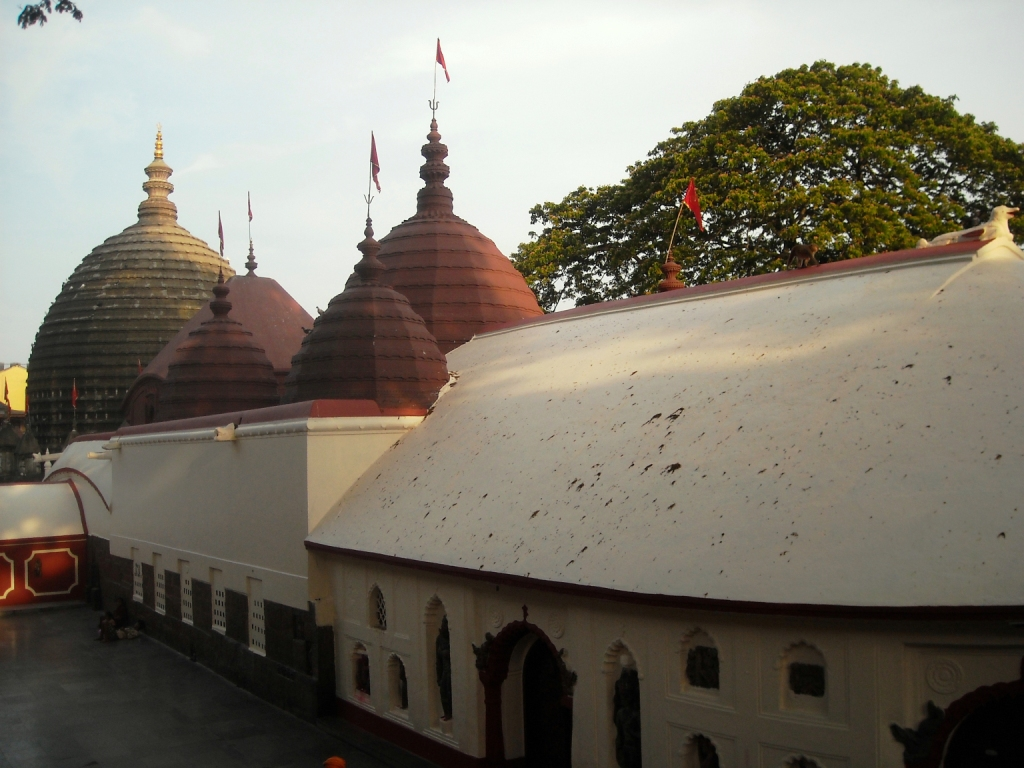
Temple Kamakhya, ancient temple du district de Kamrup

Traditionnellement, l'hindouisme est la religion principale pratiquée par le peuple Kamrupi. Le développement culturel de Kamrup est influencé par le mode de vie hindou, ce qui est évident dans la vie quotidienne. Le temple de Kamakhya est désigné comme le cœur de Kamrup dans différents Puranas.

## Littérature
La littérature Kamrupi en tant que forme écrite commence avec des sceaux sur plaques de cuivre et d'autres inscriptions des rois Kamrupis, ainsi que Charyapada, une œuvre majeure de l'Inde orientale. Lauhityapada, Minanatha, Hema Saraswati, Ananta Kandali, Haribara Vipra, Rudra Kandali et Bhattadeva sont des littérateurs Kamrupi bien connus.

## Folklore
Les danses Kamrupi sont des formes de danses vaishnava qui font partie du folklore Kamrupi.

## Musique
Les Lokgeet sont des chansons folkloriques traditionnelles chantées depuis des temps immémoriaux, décrivant différents aspects de la vie comme le mariage, la berceuse et même pour chasser les moustiques.

## Fêtes
Les festivals importants de la région de Kamrup sont Damhi ; Bhathli, sorte de culte du bambou célébré à la mi-avril, Amati et différents Pujas. 
En hiver, il existe une coutume consistant à chasser les moustiques en chantant en groupe, appelée « Mahoho ». 
Il existe également des chants chorals, connus sous le nom de « Ojapali », liés à l'histoire de la déesse Manasa.